# Smells Like Children
Albums de Marilyn Manson
Portrait of an American Family
(1994) Antichrist Superstar
(1996)
Smells Like Children est un EP du groupe américain Marilyn Manson sorti le 24 octobre 1995. L'album fut publié chez Nothing Records et Interscope Records en disque compact, cassette audio et disque vinyle.
L'album fut à l'origine destiné à n'être qu'un remix pour le single Dope Hat, mais les différentes contributions par l'ingénieur du son et producteur Dave Ogilvie, du claviériste de tournée Charlie Clouser du groupe Nine Inch Nails ainsi que le nouveau matériel enregistré par le groupe aboutirent à une divers combinaison et inattendue pour l'album. Toutes les idées et les pistes de cet EP furent créées et composées tout au long du cycle de la tournée de promotion de l'album Portrait of an American Family, et ce fut aussi le premier enregistrement de Manson avec le membre Ginger Fish à la batterie.
L'album se classa à la 31e position au Billboard 200 le 8 juin 1996.

## Liste des titres
| No  | Titre                                                   | Durée |
| --- | ------------------------------------------------------- | ----- |
| 1.  | The Hands of Small Children                             | 1:33  |
| 2.  | Diary of a Dope Fiend                                   | 5:57  |
| 3.  | Shitty Chicken Gang Bang                                | 1:16  |
| 4.  | Kiddie Grinder (Remix)                                  | 4:46  |
| 5.  | Sympathy for the Parents                                | 1:01  |
| 6.  | Sweet Dreams (Are Made of This) (reprise d'Eurythmics)  | 4:54  |
| 7.  | Everlasting Cocksucker (Remix)                          | 5:08  |
| 8.  | Fuck Frankie                                            | 1:47  |
| 9.  | I Put a Spell on You (reprise de Screamin' Jay Hawkins) | 3:37  |
| 10. | May Cause Discoloration of the Urine or Feces           | 2:43  |
| 11. | Scabs, Guns and Peanut Butter                           | 1:01  |
| 12. | Dance of the Dope Hats (Remix)                          | 4:40  |
| 13. | White Trash (Remixed By Tony F. Wiggins)                | 2:48  |
| 14. | Dancing With The One-Legged...                          | 0:46  |
| 15. | Rock 'n' Roll Nigger (reprise de Patti Smith)           | 3:33  |
| 16. | Untitled                                                | 1:37  |

## Composition du groupe
- Marilyn Manson – chants, percussions
- Twiggy Ramirez – basse, guitare rythmique, claviers
- Daisy Berkowitz – guitare solo, claviers, violon
- Madonna Wayne Gacy – piano effets
- Ginger Fish – batterie, piano